# Herrera (province)
Pour les articles homonymes, voir Herrera.
Herrera est une province du Panama. Sa capitale est Chitré.

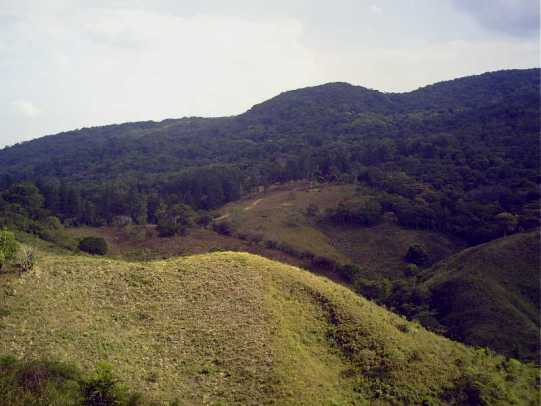

## Divisions administratives
La province de Herrera se compose de 7 districts, divisés en plusieurs corregimientos. Sa capitale est la ville de Chitré.
| District de Chitré - Chitré - La Arena - Monagrillo (es) - Llano Bonito (es) - San Juan Bautista (es) | District de Las Minas - Chepo (es) - Chumical (es) - El Toro (es) - Las Minas - Leones (es) - Quebrada del Rosario (es) - Quebrada El Ciprian (es) | District de Los Pozos - El Capuri (es) - El Calabacito (es) - El Cedro (es) - La Arena (es) - La Pitaloza (es) - Las Llanas (es) - Los Cerritos (es) - Los Cerros de Paja (es) - Los Pozos (es) | District d'Ocú - Cerro Largo (es) - El Tijera (es) - Entradero del Castillo (es) - Los Llanos (es) - Llano Grande (es) - Menchaca (es) - Ocú (es) - Penas Chatas (es) |

| District de Parita - Cabuya (es) - Los Castillos (es) - Llano de la Cruz (es) - Paris (es) - Parita (es) - Portobelillo (es) - Potuga (es) | District de Pesé - El Barrero (es) - El Ciruelo (es) - El Pajaro (es) - El Pedregoso (es) - Las Cabras (es) - Pesé (es) - Rincon Hondo (es) - Sabanagrande (es) | District de Santa María - Chupampa (es) - El Limon (es) - El Rincon - Los Canelos (es) - Santa Maria |  |